# 高伯新
高伯新（英語：Richard Gibson，1969年9月12日—），人稱「新哥」、「高爸爸」、「喼神」、「高sir」，是香港賽馬會前任練馬師。高伯新是一名英國出生並本以法國為根據地的練馬師，自2011/2012年度馬季開始香港練馬師事業，2022/2023馬季結束後重返英國。

## 簡介
高伯新在英國出生，雖然並非出自賽馬世家，但當律師的父親以及親友均擁有競賽馬匹，因此對賽馬開始產生興趣。但已經於年輕的時候離開英國，首先他跟隨著名美國練馬師莫特及鍾時開展馬房工作，其後返回法國尚蒂伊，成為巴利的副練，1998年正式開展練馬師生涯。1999年憑兩歲雌馬翠德郡主於凱旋門大賽賽馬日勝出首個一級賽馬素爾大賽。高伯新一直位於法國練馬師中游位置，但是擁有實力馬不多，甚少染指一級賽冠軍，因此有萌生新發展的渴求。
2007年迪諾醫生勝出美國鬥士錦標及兩屆香港瓶，亦為他在該兩個年度的賽事獎金連續兩年突破200萬歐元。
2011年獲香港賽馬會邀請，決定放棄於法國的一切在香港開展事業，位於法國的馬房交由杜誠高接管，馬匹接管的工作在4月1日結束。當中多利得由杜誠高接手後贏得墨爾本盃及香港瓶。香港賽馬會邀請高伯新目的是填補練馬師2007年岳敦突然離開香港的空缺，不過在黃汝安宣佈於2010-11年馬季退役後，香港賽馬會仍然維持擁有24名練馬師。在2011年7月11日，高伯新開始接收其他馬房的馬匹，馬匹主要來自伍碧權以及黃汝安等馬房。
2011年9月14日，高伯新在香港首次派馬出賽，結果憑第二匹出賽馬「南陽望族」（馮秉仲等人名下）勝出香港首場賽事。在2011-2012年度馬季，高伯新從徐雨石手上接手當時面臨被淘汰邊緣的「金得意」，結果轉廐即勝，取得五場勝利返回第四班，季內取得五捷。亦由於這個原因，高伯新在港首季從練，就取得35場頭馬，在當季的練馬師榜名列第七位，2014年5月28日，高伯新憑杜利萊策騎的「高山神駒」贏得在港第100場頭馬。
此外，高伯新在港訓練的賽駒「事事為王」、「大運財」、「連利多」、「直震撼」、「誰可拼」、「大印銀紙」、「雄心巨龍」等皆能取得不俗成績。當中的「事事為王」曾經勝出2013年香港打吡大賽、香港盃，而「事事為王」的兩匹同主馬亦能取得佳績：「大運財」曾勝出八場分級賽，「大印銀紙」亦曾在蘇銘倫胯下勝出董事盃。
2018年11月10日，高伯新憑史卓豐策騎的「大籐王」贏得在港第200場頭馬。
2023年6月6日，馬會公佈高伯新通知馬會將放棄申請2023/2024年度馬季練馬師牌照，而他在香港散倉前派「福逸」出戰2023年6月24日英國皇家雅士谷1200米一級賽女皇伊利沙伯二世禧年錦標。
2023年7月16日，由賀銘年執韁的「真感」（周永健博士、周胡慕芳與周霩善一家三口名下馬）成為高伯新在港從練的最後一場頭馬。
總結高伯新在港從練12個馬季，合共勝出285場頭馬，連同2007、2008年憑「迪諾醫生」勝出兩屆香港瓶，他在香港合共累積勝出287場頭馬。

## 主要訓練馬匹

### 來港前
- 翠德郡主（馬素爾大賽等）
- 馬力得（聖安利爾大賽）
- 金月亮（泰斯奧錦標）
- 迪諾醫生（鬥士錦標、兩屆香港瓶等[7]，同時亦是金慶源家族名下馬「上浦福滿」的父系。）
- 魔泉（斯德哥爾摩國際盃）

### 來港後
- 大運財（香港經典一哩賽、主席短途獎、女皇銀禧紀念盃冠軍）
- 事事為王（香港打吡大賽、香港盃、百週年紀念銀瓶冠軍）
- 大印銀紙（董事盃冠軍）
- 連利多（曾在港取得三連捷，但後來轉投鄭俊偉）
- 直震撼（香港打吡大賽亞軍，但後來轉投賀賢）
- 誰可拼（短途錦標冠軍，但後來轉投方嘉柏、羅富全）
- 雄心巨龍（上手由苗禮德訓練，皇太后紀念盃冠軍）
- 大籐王（樂聲盃、短途錦標冠軍）
- 福逸（兩屆主席短途獎、女皇銀禧紀念盃、香港短途錦標、短途錦標、精英碗冠軍，2021/2022馬季最佳短途馬）
- 蟲草成名（沙田銀瓶冠軍）
- 真感（在港從練最後頭馬）

## 在港從練成績
| 年度      | 冠  | 亞 | 季 | 殿 | 第五 | 出馬總數 | 所贏獎金（港元） | 練馬師榜排名 | 備注     |
| --------- | --- | -- | -- | -- | ---- | -------- | ---------------- | ------------ | -------- |
| 2011-2012 | 35  | 26 | 23 | 29 | 30   | 354      | $23,311,088      | 7 / 24       | 開倉首季 |
| 2012-2013 | 32  | 37 | 38 | 19 | 41   | 397      | $42,804,600      | 10 / 24      | 第2季    |
| 2013-2014 | 33  | 24 | 35 | 21 | 31   | 367      | $53,650,750      | 12 / 24      | 第3季    |
| 2014-2015 | 27  | 46 | 52 | 44 | 35   | 432      | $56,056,500      | 16 / 24      | 第4季    |
| 2015-2016 | 16  | 30 | 21 | 40 | 25   | 328      | $45,729,950      | 21 / 24      | 第5季    |
| 2016-2017 | 20  | 21 | 28 | 27 | 30   | 316      | $22,199,620      | 18 / 22      | 第6季    |
| 2017-2018 | 28  | 24 | 35 | 23 | 29   | 332      | $30,533,370      | 15 / 23      | 第7季    |
| 2018-2019 | 27  | 38 | 31 | 38 | 39   | 420      | $45,552,445      | 17 / 22      | 第8季    |
| 2019-2020 | 19  | 12 | 21 | 40 | 37   | 366      | $26,344,954      | 21 / 22      | 第9季    |
| 2020-2021 | 17  | 19 | 27 | 19 | 26   | 249      | $36,505,000      | 20 / 22      | 第10季   |
| 2021-2022 | 21  | 15 | 16 | 21 | 21   | 289      | $45,054,600      | 19 / 22      | 第11季   |
| 2022-2023 | 10* | 13 | 18 | 19 | 24   | 265      | $ 37,055,650     | 21 / 22      | 第12季   |

* 全季頭馬數目為不達標（練馬師牌照審核指引於1999/2000年度馬季首次實施，當時合格基準為12場頭馬。其後於2003/04年度馬季增至13場頭馬。2013/14年度馬季進一步上調至15場頭馬，更明確指出若然最終只勝出13或14場頭馬，獎金則要達1500萬港元方算達標【外地賽事取得頭馬及獎金皆計算在內】。2016/17年度馬季進一步上調至16場頭馬，更明確指出若然最終只勝出14或15場頭馬，獎金則要達1850萬港元方算達標【外地賽事取得頭馬及獎金皆計算在內】。2019/2020年度馬季，馬會維持16場頭馬的達標要求，但明確指出若然最終只勝出14或15場頭馬，獎金則上調至2100萬港元方算達標【外地賽事取得頭馬及獎金皆計算在內】。2021/2022年度馬季，馬會修訂練馬師續牌條件，不設獎金達標第二方案。只在香港設廐的練馬師，達標要求為最少贏得16場頭馬，當中14場頭馬需要包括第四班或以上的賽事，包括新馬賽；而在香港和從化兩地設廐的練馬師，達標要求更改為最少贏得18場頭馬，當中16場頭馬需要包括第四班或以上的賽事，包括新馬賽。）

## 在港從練資料
|                      | 日期          | 賽事                              | 場地 | 馬場     | 馬名     | 騎師   | 名次 | 獨贏賠率 |
| -------------------- | ------------- | --------------------------------- | ---- | -------- | -------- | ------ | ---- | -------- |
| 初出賽．首勝利       | 2007年12月9日 | 一級賽 - 2400米（香港瓶）         | 草地 | 沙田馬場 | 迪諾醫生 | 柏兆雷 | 1    | 8.7      |
| 級際賽初出賽         | 2007年12月9日 | 一級賽 - 2400米（香港瓶）         | 草地 | 沙田馬場 | 迪諾醫生 | 柏兆雷 | 1    | 8.7      |
| 級際賽首勝利         | 2007年12月9日 | 一級賽 - 2400米（香港瓶）         | 草地 | 沙田馬場 | 迪諾醫生 | 柏兆雷 | 1    | 8.7      |
| 一級賽初出賽         | 2007年12月9日 | 一級賽 - 2400米（香港瓶）         | 草地 | 沙田馬場 | 迪諾醫生 | 柏兆雷 | 1    | 8.7      |
| 一級賽初勝利         | 2007年12月9日 | 一級賽 - 2400米（香港瓶）         | 草地 | 沙田馬場 | 迪諾醫生 | 柏兆雷 | 1    | 8.7      |
| 四歲系列經典賽初出賽 | 2012年2月19日 | 一級賽 - 1800米（香港經典盃）     | 草地 | 沙田馬場 | 寶珊瑚   | 梁家俊 | 13   | 99       |
| 四歲系列經典賽首勝利 | 2013年1月20日 | 一級賽 - 1600米（香港經典一哩賽） | 草地 | 沙田馬場 | 大運財   | 韋達   | 1    | 2.1      |

## 外部連結
- 練馬師資料 高伯新 （页面存档备份，存于）
- 高伯新官方網站 （页面存档备份，存于） 中文版 （页面存档备份，存于）